# アホールド・デレーズ
コーニンクレッカ・アホールド・デレーズ（オランダ語: Koninklijke Ahold Delaize N.V.）は、スーパーマーケットやEコマースを展開する小売業者を傘下に保有する持株会社。オランダ・ザーンダムに本社を置き、ヨーロッパおよびアメリカ合衆国の世界11カ国で約20のローカルブランドに出資している。ユーロネクスト・アムステルダム上場企業（Euronext: AD ）。

## 主な保有ブランド
売上では、アメリカ合衆国が約6割を占めている。
- アルバート・ハイン（オランダ）
- Bol.com（オランダ）
- Etos（オランダ）
- フード・ライオン（アメリカ合衆国）
- ストップ・アンド・ショップ（アメリカ合衆国）
- ジャイアント・フード（アメリカ合衆国）
- Hannaford Brothers Company（アメリカ合衆国）
- Peapod（アメリカ合衆国）
- Delhaize（ベルギー）
- Albert（チェコ）
- Tempo（セルビア）
- Mega Image（ルーマニア）
- Alfa Beta（ギリシャ）
- ENA food（ギリシャ）

## 沿革
2016年、オランダに本拠を置く持株会社の王立アホールドと、ベルギーに本拠を置くデレーズ・グループが合併し設立された。以下アホールド側の沿革を記す。
- 1887年 - 創立者であるアルベルト・ヘインが乾物屋をはじめる。
- 1895年 - 仕入れて売る小売業を開始。コーヒーブランド「ペルラ」が大ヒットし、約200店舗を抱える大企業に成長。
- 1945年 - 創立者のアルベルト・ヘインが亡くなった後、株式会社に変更しアムステルダム証券取引所（当時）に上場。
- 1952年 - セルフサービス店舗を開始。
- 1962年 - 持株会社 Ahold N.V.を設立。
- 1987年 - 創立100周年を記念して、オランダ王室よりコーニンクレッカ（王立）の称号を授与され、同時に社名を Koninklijke Ahold（英: Royal Ahold）に改名する。しかし、同年会長のアルベルト・ヘイン3世の弟にあたるヘリット・ヤン・ヘインが誘拐後、殺害されるという不幸が起こる。その後会長職を退く。
- 1989年 - ピエール・エーフェラールが会長に就任。
- 1991年 - 米国・トップス・マーケット社を買収。
- 1993年 - ニューヨーク証券取引所に上場。
- 1994年 - ファン・デル・ヘーフェンが最高経営責任者に就任。
- 1996年 - 米国・ストップ・アンド・ショップ社を約29億ドルで買収。
- 1997年 - 同国・ハイネケン社と業務提携を結ぶ。
- 1998年 - アルゼンチン・サンタイザベル・マーケット社を買収。同年、米国・ジャイアント・フード社を26億ドルで買収。
- 1999年 - ICAマーケット社に18億ドルの出資。
- 2000年 - 米国・USフードサービス社を36億ドルで買収。
- 2001年 - 同国・エイゴン社と業務提携を結ぶ。同年、アリアント・エクスチェンジ社を22億ドルで買収。
- 2003年 - 同社で約5億ドルの利益水増しの不祥事が発覚。CEOと財務責任者が辞任。
- 2004年 - ニューヨーク証券取引所上場廃止。
- 2016年 - ベルギーのデレーズ・グループと合併。アホールド・デレーズとして再編。